# Evert Werkman
Evert Werkman (Hellendoorn, 2 februari 1915 – Amsterdam, 25 juni 1988), was een Nederlands journalist, scenarioschrijver, stripscenarist, dichter, columnist en publicist.

## Biografie
Evert Werkman werd in 1915 geboren als zoon van een onderwijzer in Hellendoorn (Overijssel).
Hij begon zijn journalistieke loopbaan bij de Opregte Haarlemsche Courant (in de Noord-Hollandse provinciehoofdstad Haarlem) en werkte hierna bij het Algemeen Handelsblad. Hier nam hij in juni 1941 ontslag uit solidariteit met het gedwongen vertrek van zijn joodse collega's. Hij sloot zich aan bij het verzet, waar hij met name betrokken was bij het maken van het illegale dagblad Het Parool. Na de oorlog bleef hij voor deze krant werken op de Amsterdamse redactie. Voor het weekblad De Groene Amsterdammer schreef hij van 1946 tot 1970 zijn befaamde gedichten in Vondel-stijl onder het pseudoniem Joost. Daarna was hij bekend door zijn column Amsterdams Logboek in Het Parool, die hij vanaf 1973 verzorgde, als opvolger van de Dagboekanier Henri Knap. In 1980 ging Werkman met pensioen.
Naast zijn journalistieke werk schreef Werkman talloze boeken. Ook was hij de tekstschrijver van de in het Parool verschijnende stripfeuilletons Kapitein Rob en Frank, de Vliegende Hollander. De eerste werd getekend door Pieter Kuhn, tot zijn overlijden in 1966 en de tweede door Piet Wijn.
- Gemeinsame Normdatei: 127172122
- International Standard Name Identifier: 0000 0001 0899 9881
- Library of Congress Control Number: n50002495
- MusicBrainz: b8e86850-5c34-41d3-bcaa-30f665c4f68e
- Nationale Bibliotheek van Israël: 987007462818805171
- Nederlandse Thesaurus van Auteursnamen: 068379692
- Système universitaire de documentation: 164381686
- Virtual International Authority File: 50465168
- WorldCat: E39PBJdrJBR8bX93QGmMG8c9Dq